# Red Bull Music Academy
La Red Bull Music Academy (abrégé RBMA) est un festival de musique organisé et sponsorisé par la société autrichienne Red Bull. La Red Bull Music Academy se déroule chaque année dans une ville différente et comprend, outre une série de concerts et de DJ sets, des critiques d'art, des conférences et des événements connexes,.

## Histoire
La première édition de la Red Bull Music Academy a lieu en 1998 à Berlin et est suivie par d'autres festivals à Toronto, Londres, São Paulo, Seattle, Le Cap, Rome, Melbourne, New York, Madrid, Barcelone, Tokyo, Paris, Montréal et Dublin. Les premières éditions du RBMA étaient davantage axées sur la musique électronique et la culture des clubs, mais par la suite, le spectre des genres musicaux auxquels l'événement est consacré s'élargit pour les inclure tous. Les nombreux artistes qui participent au RBMA comprennent : Q-Tip, Flying Lotus Nina Kraviz, Jackmaster, Moodymann, ainsi que des artistes de PC Music. 